# Bedotia sp. nov. 'Nosivola'
Bedotia sp. nov. 'Nosivola' é uma espécie de peixe da família Bedotiidae.
É endémica de Madagáscar.
Os seus habitats naturais são: rios intermitentes.
Está ameaçada por perda de habitat.